# Angelo Chol
Angelo Ajieng Chol (Khartoum, 15 juli 1993) is een Amerikaans basketballer van Zuid-Soedanese afkomst.

## Carrière
Chol speelde collegebasketbal voor de Arizona Wildcats van 2011 tot 2013. Na een jaar te hebben uitgezeten speelde hij nog twee seizoenen voor de San Diego State Aztecs. In de NBA draft van 2016 werd hij niet gekozen. Hij tekende daarop een contract bij het Portugese Illiabum Clube dat net gepromoveerd was en waar hij een seizoen speelde. In 2017 tekende hij bij de Japanse tweedeklasser Sendai 89ers. Voor het seizoen 2018/19 tekende hij bij de Spaanse tweedeklasser Cáceres Ciudad del Baloncesto.
Voor het seizoen 2019/20 keerde hij terug naar de Japanse tweede klasse en tekende bij Aomori Wat's. In januari 2021 tekende hij bij de Belgische eersteklasser Phoenix Brussels als vervanger van de vertrokken Brit Ryan Richards. In het seizoen 2021/22 speelde hij voor Chun Yu BC uit Hongkong. In 2022 keerde hij terug naar Japan en tekende bij derdeklasser Tokyo United waar hij een seizoen speelde. In het seizoen 2023/24 speelde hij voor de Japanse eersteklassers Toyama Grouses en vanaf januari 2024 voor de Akita Northern Happinets.
Hij keerde voor het seizoen 2024/25 terug naar derdeklasser Tokyo United.

### Nationale ploeg
Chol nam in 2010 deel met de Amerikaanse ploeg aan de Olympische Jeugdspelen in het 3x3-basketbal. In 2016 speelde hij voor de Zuid-Soedanese nationale ploeg op World Indigenous Basketball Challenge.